# David Witts
David Witts (* 30. Juni 1991 in Southend-on-Sea, Essex als David Peter S. Witts) ist ein britischer Schauspieler und Model.

## Leben und Karriere
David Witts wurde im Juni 1991 in Southend-on-Sea in der Grafschaft Essex geboren. Er ging auf die Jungenschule Southend High School for Boys, an der er seine Leidenschaft für die Schauspielerei entdeckte. Anschließend wurde er für mehrere Jahre an der National Youth Music Theatre und an der National Youth Theatre of Great Britain geschult. Daraufhin begann er als Barkeeper zu arbeiten, bevor er als Theaterschauspieler durchstartete. Zwischen 2011 und 2012 war Witts unter anderem in den Produktionen Wild Boyz, The Wizard of Oz und Snow White beteiligt. Nebenbei fing er an zu Modeln.
Im Mai 2012 konnte sich Witts eine Hauptrolle in der langlebigen BBC-Daily-Soap EastEnders sichern. In der Soap war er vom 22. Juni 2012 bis zum 26. Dezember 2013 als Joey Branning zu sehen. Diese Rolle brachte ihm 2013 einen Award bei den National Television Awards in der Kategorie Most Popular Newcomer ein. Nach dem Ausstieg bei EastEnders kehrte er auf die Theaterbühne zurück. Anfang 2014 spielte Witts die Rolle des Link Larkin im Musical Hairspray.
Seit 2015 verkörpert Witts die Hauptrolle des Craig in dem Freeform-Suchtdrama Recovery Road.

## Filmografie
- 2011: Dead Crazy
- 2012–2013: EastEnders (Fernsehserie, 161 Folgen)
- 2021: Manhunt: Auf der Jagd nach dem Hammermörder (Manhunt, Fernsehmehrteiler)
- 2024: The Beekeeper
- 2025: A Working Man